# Kostka (wspinaczka)
Kostka – element sprzętu wspinaczkowego, używany do tworzenia punktów asekuracyjnych demontowanych po zakończeniu wspinaczki. Osadzenie kostki jest możliwe dzięki odpowiedniemu układowi rzeźby skalnej, poprzez klinowanie w rysach, szczelinach lub dziurkach.
Zakładanie kostek jest uznawane za jedną z najelegantszych metod asekuracji, gdyż jest nieinwazyjne – nie niszcząc skały pozwala zachować jej naturalny charakter dla kolejnych wspinaczy i turystów. Jednakowoż, tylko niektóre drogi wspinaczkowe można pokonać asekurując się przy użyciu kości. W porównaniu z drogami wyposażonymi w stałe przeloty, wspinanie się na własnej asekuracji (a zatem z użyciem kostek) jest trudniejsze, wymaga większego doświadczenia i obarczone jest większym ryzykiem.
Współcześnie używane kości dzieli się na kilka typów:

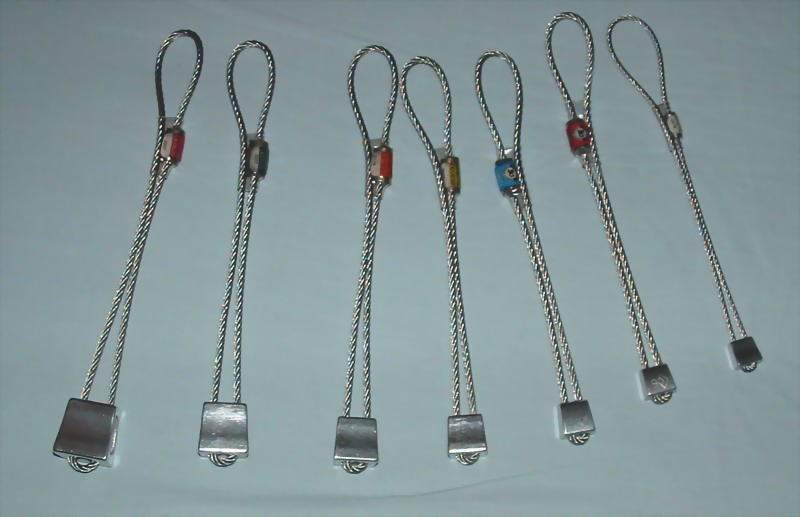
Zestaw rocksów o różnych rozmiarach

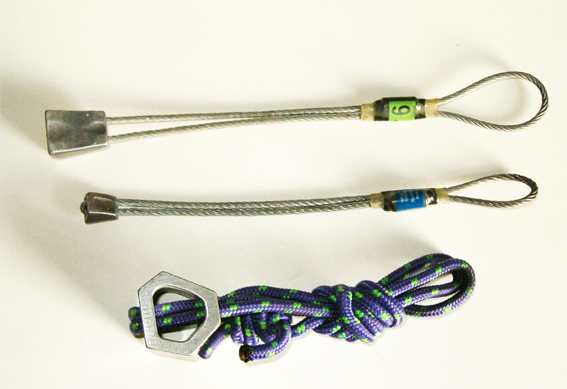
Dwa rocksy oraz heks (na dole)

1. Rocksy – najpopularniejsze z kości. Składają się z metalowej (najczęściej wykonanej z duralu, mosiądzu lub stali) pryzmy, przez którą przewleczone jest (wykonane ze stalowej linki) cięgło, służące do wpięcia karabinka lub ekspresu (do których z kolei przymocowana zostaje lina). Kształty kości różnią się w zależności od producenta i modelu – mogą być one lekko wygięte by lepiej układać się w szczelinach, nierzadko mają wypukłe fragmenty przy krawędziach. Rocksy zakłada się głównie w szczelinach pionowych. Kość można włożyć do szczeliny na dwa sposoby, co zwiększa jej uniwersalność. W przypadku braku dużych kości można w jednej szczelinie zablokować obok siebie dwa rocksy. Zawsze należy zwracać uwagę, by jak największą powierzchnią dotykały one ściany.
2. Heksy – kości heksagonalne, o przekroju nieregularnego sześciokątu. Ze względu na swoją budowę heksy możemy osadzać na trzy różne sposoby, w tym również mimośrodowo. Zazwyczaj przy heksach nie stosuje się stalowych cięgieł, lecz bardziej giętkie pętle z repsznura lub taśmy.
3. Friendy – zwane „kośćmi mechanicznymi”.
4. Tricamy – kostka ze specyficznym „dzióbkiem” i taśmą zaczepioną w sposób umożliwiający jej mimośrodowe działanie. Dzięki temu tricamy można stosować zarówno w szczelinach pionowych, jak i poziomych, a także w charakterystycznych dla wapienia dziurkach pochodzenia krasowego. Ze względu na małą powierzchnię klinowania, świetnie spisują się w szczelinach o nierównych brzegach.

Kości które zostały silnie obciążone mają tendencję do „zacierania się” w skale (ze względu na miękki metal z którego są wykonane) i często do ich wyjęcia niezbędny jest specjalny przyrząd, nazywany jebadełkiem.